# Zhang Chengji

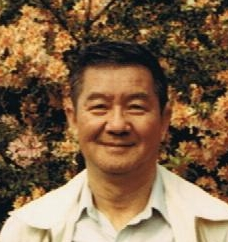
Zhang Chengji, 1984

Zhang Chengji (chinesisch 张澄基, Pinyin Zhāng Chéngjī, W.-G. Chang Ch'eng-chi; * 28. August 1920 in Shanghai, Republik China; † 24. Mai 1988 in Marietta, Georgia, USA), im Westen vor allem unter dem Namen Garma C. C. Chang bekannt, war ein bedeutender buddhistischer Gelehrter und Philosoph.

## Leben und Wirken
Der Vater von Zhang Chengji war Zhang Dulun, ein hoher Armeeoffizier und späterer Provinzgouverneur von Hubei. Mit seiner Mutter besuchte Zhang häufig buddhistische Tempel und rezitierte regelmäßig buddhistische Sutren. Mit 15 Jahren trat Zhang in ein Chan-Kloster im Lushan-Gebirge in der Provinz Jiangxi ein. Ab dem 16. Lebensjahr verbrachte er 9 Jahre in buddhistischen Klöstern des Vajrayana in Osttibet, davon sechs Jahre im Kloster Minyak Gangkar (chin. Gongga shan, in alten westl. Quellen: Mt. Minya Konka) südwestlich von Kangding bei seinem Guru Gangkar Rinpoche. Im Jahr 1945 verließ er das Kloster von Gangkar Rinpoche und kehrte zu seiner Familie nach Nanjing zurück. 1948 heiratete er Nian Yu (Helena) in Hankou und 1949 emigrierte er mit seiner Frau über Indien, Taiwan und Hongkong in die USA, wo er 1950 ankam. Dank seiner Sprachkenntnisse in Chinesisch, Tibetisch, Sanskrit, Pali und Englisch und seiner umfassenden Kenntnisse der buddhistischen Philosophie fand er zunächst befristete Anstellungen als Dozent an verschiedenen amerikanischen Universitäten, bis er schließlich 1966 eine Festanstellung als Professor am Departement für religiöse Studien an der Pennsylvania State University in State College erhielt.
In seinen englischsprachigen Büchern übersetzte und erläuterte Zhang chinesische und tibetische Texte, unter anderem zu folgenden Themen: Gesänge des grossen tibetischen Yogi Milarepa, Praxis des Zen, Praxis des Mahamudra, Philosophie des Hua-yen. Seine Bücher wendeten sich weniger an ein akademisches Publikum, als vorwiegend an westliche Praktizierende des Vajrayana und des Chan/Zen und fanden in den USA und Europa weite Verbreitung. Sein österreichischer Schüler Ernst Schönwiese (Garma Döndrub Tashi) übertrug einige dieser Bücher in die deutsche Sprache. Ein anderer bedeutender Schüler von Zhang war sein chinesischer Freund C. T. Shen, den er 1950 in Indien kennengelernt und der später als Unternehmer in den USA viel Geld verdient hatte. Shen unterstützte finanziell äußerst großzügig buddhistische Lehrer, buddhistische Meditationszentren und die Entwicklung des Buddhismus in Amerika. So war er ein Mitbegründer der Buddhist Association of the United States (BAUS).
Zunehmende Herzprobleme mit 2 Herz-Operationen (1974, 1984) und eine nachlassende Sehfähigkeit erschwerten Zhangs Leben und Arbeit im Alter. Er verstarb 1988 in Marietta und hinterließ seine Frau Helena Zhang.
In der Übersetzung eines Gedichts von Chan-Meister Hongzhi Zhengjue (宏智正覺, 1091–1157) schreibt Zhang:

„Schweigend und in heiterer Gelassenheit sind alle Worte vergessen;
Leuchtend klar und voll Leben erscheint es vor Dir.“

## Werke
- Garma C. C. Chang: The hundred thousand songs of Milarepa – the life-story and teaching of the greatest poet-saint ever to appear in the history of Buddhism. University Books, New York, 1962.
- Garma C. C. Chang: Teachings of Tibetan Yoga. 1963.
- Garma C. C. Chang: The Buddhist Teaching of Totality: The Philosophy of Hwa Yen Buddhism. 1971.
- Garma C. C. Chang: The Practice of Zen. 1978.
- Garma C. C. Chang: Treasury of Mahayana Sutras: Selections from the Maharatnakuta Sutra. 1983.
- Garma C. C. Chang: The Six Yogas of Naropa & Teachings on Mahamudra. 1986.
- Garma C. C. Chang: Teachings and Practice of Tibetan Tantra. 2004.

Deutsche Übersetzungen durch Ernst Schönwiese
- Garma C. C. Chang: Mahamudra-Fibel. Octopus Verlag, Wien, 1979.
- Garma C. C. Chang: Die Praxis des Zen. Aurum Verlag, Braunschweig, 1982.
- Garma C. C. Chang: Die buddhistische Lehre von der Ganzheit des Seins. O. W. Barth Verlag, München 1989.